# Fonderia Nebiolo
La Nebiolo fu una delle più importanti fonderie di caratteri tipografici, nonché fabbrica di macchine per tipografia italiane. Fondata a Torino nel 1880 da Giovanni Nebiolo, venne chiusa nel 1993.

## Storia
Nel 1878 Giovanni Nebiolo acquistò da Giacomo Narizzano una piccola fonderia di caratteri che era attiva a Torino dal 1852. Due anni dopo, il 13 giugno 1880 Nebiolo insieme a Lazzaro Levi diede vita alla ditta Nebiolo & Comp, con sede in via dei Fiori, zona San Salvario, che all'epoca ospitava diverse industrie tra cui anche Fiat e Lancia. In pochi anni la società si espanse aggiungendo alla produzione di caratteri tipografici la fabbricazione di macchine per la stampa e, nel 1888, furono inclusi quattro nuovi soci: Benedetto Foa, Giuseppe Bedarida e i fratelli Lazzaro e Giuseppe Levi.
In seguito al continuo aumento della produzione, nel 1889 la Nebiolo si trasferì dal quartiere San Salvario a un nuovo stabilimento in corso Regio Parco. Nel 1891 Giuseppe Nebiolo decise di ritirarsi dagli affari, ma accettò che il suo cognome restasse nella ragione sociale della ditta. Nell'ultimo decennio del XIX secolo però la diffusione di macchine per la stampa Linotype e Monotype, che componevano e giustificavano automaticamente le linee di caratteri, ebbe un impatto negativo sull'attività delle fonderie di caratteri tradizionali come la Nebiolo.
La Nebiolo espanse ulteriormente il suo campo di attività di fonderia caratteri aggiungendo la produzione ed il commercio di macchine tipografiche tedesche e di altri attrezzi per la tipografia. A partire dal 1899 la ditta cominciò ad assorbire diverse altre fonderie di caratteri e, per un certo periodo di tempo, cambiò il nome in Società Augusta Torino, ma ritornò poi al nome originale, Nebiolo&Co.
L'attività di disegno di caratteri tipografici originali si intensificò a partire dagli anni '30, in un primo momento sotto la direzione creativa del pittore Giulio da Milano poi, dal 1936, sotto la direzione artistica di Alessandro Butti e, dal 1952, di Aldo Novarese.

## Catalogo dei tipi di carattere
Di seguito un elenco aggiornato con gli ultimi tipi di carattere in catalogo
| Numero di catalogo | Tipo di carattere              | Anno                       | Autore                                                                   |
| ------------------ | ------------------------------ | -------------------------- | ------------------------------------------------------------------------ |
| 101                | Romano antico                  |                            |                                                                          |
| 102                | Romano antico                  |                            |                                                                          |
| 103                | Antonio Farina                 |                            |                                                                          |
| 104                | Antonio Blado                  |                            |                                                                          |
| 105                | Raffaello                      |                            |                                                                          |
| 106                | Romano moderno (poi Romano)    |                            |                                                                          |
| 107                | Aldo Manuzio                   |                            |                                                                          |
| 108                | Paganini                       | 1928                       | Alessandro Butti e Raffaello Bertieri                                    |
| 109                | Vittorio                       |                            |                                                                          |
| 110                | Iliade                         | 1930                       | Raffaello Bertieri                                                       |
| 111                | Bodonia                        | 1913                       |                                                                          |
| 112                | Radio                          |                            |                                                                          |
| 113                | Trieste                        |                            |                                                                          |
| 114                | Jenson                         |                            |                                                                          |
| 115                | Inkunabula                     | 1911                       |                                                                          |
| 116                | Sinibaldi                      | 1926                       | Raffaello Bertieri                                                       |
| 117                | Ruano                          | 1933                       | Raffaello Bertieri                                                       |
| 118                | Franklin                       |                            |                                                                          |
| 119                |                                |                            |                                                                          |
| 120                | Libertas                       |                            |                                                                          |
| 121                | Elzeviri classici              |                            |                                                                          |
| 122                | Athenæum                       | 1945                       | Alessandro Butti e Aldo Novarese                                         |
| 123                | Augustea                       | 1951                       | Alessandro Butti e Aldo Novarese                                         |
| 124                | Garaldus                       | 1956-60                    | Aldo Novarese                                                            |
| 125                |                                |                            |                                                                          |
| 126                | Magister                       | 1966                       | Aldo Novarese                                                            |
| 200                | Quirinus                       | 1939                       | Alessandro Butti                                                         |
| 201                | Romano moderno                 |                            |                                                                          |
| 202                | Romano moderno                 |                            |                                                                          |
| 203                | Romano moderno                 |                            |                                                                          |
| 204                | Romano moderno                 |                            |                                                                          |
| 205                | G. B. Bodoni (poi Bodoni)      |                            |                                                                          |
| 206                | Romano moderno                 |                            |                                                                          |
| 207                |                                |                            |                                                                          |
| 208                | Romano moderno (poi Romano)    |                            |                                                                          |
| 208                | Torino                         | 1908                       |                                                                          |
| 209                | Aldino                         |                            |                                                                          |
| 210                | Orlando                        |                            |                                                                          |
| 211                | Romano                         |                            |                                                                          |
| 212                | Bodoniano                      |                            |                                                                          |
| 213                | Hidalgo                        |                            |                                                                          |
| 214                | Inglesi allungati              |                            |                                                                          |
| 215                |                                |                            |                                                                          |
| 216                | Normandia                      | 1946-49                    | Alessandro Butti e Aldo Novarese                                         |
| 301                | Landi                          | 1939-43                    | Alessandro Butti e Aldo Novarese, variazione su Welt (1931, Hans Wagner) |
| 302                | Egiziano                       |                            |                                                                          |
| 303                | Latino                         |                            |                                                                          |
| 304                | Canova                         |                            |                                                                          |
| 305                | Planeta                        |                            |                                                                          |
| 306                | Egiziano                       |                            |                                                                          |
| 307                | Nilo                           |                            |                                                                          |
| 308                | Egizio                         | 1953-57                    | Aldo Novarese                                                            |
| 309                |                                |                            |                                                                          |
| 310                | Dattilo                        | 1972                       | Aldo Novarese, Gianni Parlacino, Luciano Agosto                          |
| 401                | Cairoli                        |                            |                                                                          |
| 402                | Narciso                        |                            |                                                                          |
| 403                | Etrusco                        | 1955                       | Aldo Novarese                                                            |
| 403                | Razionale                      | 1935                       | Giulio Da Milano                                                         |
| 404                | Recta                          | 1958-61                    | Alessandro Butti e Aldo Novarese                                         |
| 405                | Segesta                        |                            |                                                                          |
| 406                | Etrusco                        |                            |                                                                          |
| 407                | Bastone                        |                            |                                                                          |
| 408                | Bastone                        |                            |                                                                          |
| 409                | Bastone                        |                            |                                                                          |
| 410                | Etrusco                        |                            |                                                                          |
| 411                | Bastone                        |                            |                                                                          |
| 412                | Bastone                        |                            |                                                                          |
| 413                | Microgramma                    | 1952                       | Alessandro Butti e Aldo Novarese                                         |
| 414                | Microgramma (serie nera)       |                            |                                                                          |
| 415                | Eurostile                      | 1962                       | Aldo Novarese                                                            |
| 416                | Metropol                       | 1967                       | Aldo Novarese                                                            |
| 417                |                                |                            |                                                                          |
| 418                |                                |                            |                                                                          |
| 419                |                                |                            |                                                                          |
| 420                | Forma                          | 1966-68                    | Aldo Novarese, Gianni Parlacino, Luciano Agosto                          |
| 501                | Semplicità                     | 1930                       |                                                                          |
| 502                | Monza                          |                            |                                                                          |
| 503                | Piacenza                       |                            |                                                                          |
| 504                | Barnum                         |                            |                                                                          |
| 505                | Dante Rossetti                 |                            |                                                                          |
| 506                | Piave                          |                            |                                                                          |
| 507                | Gigante                        |                            |                                                                          |
| 508                | Ideal                          |                            |                                                                          |
| 509                | Adamello                       |                            |                                                                          |
| 510                | Rolando                        |                            |                                                                          |
| 511                | Cadorina                       |                            |                                                                          |
| 512                | Titano                         |                            |                                                                          |
| 513                | Viterbo                        |                            |                                                                          |
| 514                | Trento                         |                            |                                                                          |
| 515                | Brunelleschi                   |                            |                                                                          |
| 516                | Pacinotti                      |                            |                                                                          |
| 517                | Cenisio                        |                            |                                                                          |
| 518                | Urania                         |                            |                                                                          |
| 519                | Atlanta                        |                            |                                                                          |
| 520                | Tanagra                        | 1910, distribuito nel 1924 | Natale Varetti                                                           |
| 521                | Cesare Da Sesto                |                            |                                                                          |
| 522                | Splendor                       |                            |                                                                          |
| 523                | Tiziano                        |                            |                                                                          |
| 524                | Marco D'Oggino                 |                            |                                                                          |
| 525                | Nicola                         |                            |                                                                          |
| 526                | Ottocento                      | 1930                       |                                                                          |
| 527                | Neon                           | 1935                       | Giulio Da Milano                                                         |
| 528                | Resolut                        | 1937                       | Hans Brünnel                                                             |
| 529                | Hastile                        | 1941                       |                                                                          |
| 530                | Fontanesi                      | 1954                       | Aldo Novarese                                                            |
| 531                | Ritmo                          | 1955                       | Aldo Novarese                                                            |
| 532                | Estro                          | 1961                       | Aldo Novarese                                                            |
| 533                | Oscar                          | 1966                       | Aldo Novarese                                                            |
| 534                | Stop                           | 1970                       | Aldo Novarese                                                            |
| 601                | Virgilio                       |                            |                                                                          |
| 602                | Donatello                      |                            |                                                                          |
| 603                | Iolanda                        |                            |                                                                          |
| 604                | Bari                           |                            |                                                                          |
| 605                | Calipso                        |                            |                                                                          |
| 606                | Bernina                        |                            |                                                                          |
| 607                | Siena                          |                            |                                                                          |
| 608                | Gotico (in 4 alfabeti diversi) |                            |                                                                          |
| 609                | Ronda                          |                            |                                                                          |
| 610                | Scritto a lapis                |                            |                                                                          |
| 611                | Scritto verticale              |                            |                                                                          |
| 612                | Americana                      |                            |                                                                          |
| 613                | Inglese vicentino              |                            |                                                                          |
| 614                | Inglese vittoria               |                            |                                                                          |
| 615                | Inglese Londra (poi Londra)    |                            |                                                                          |
| 616                | Inglese                        |                            |                                                                          |
| 617                | Bastarda                       |                            |                                                                          |
| 618                | Bastarda                       |                            |                                                                          |
| 618                | Juliet                         | 1955                       | Alessandro Butti e Aldo Novarese                                         |
| 619                | Bastarda                       |                            |                                                                          |
| 620                | Macchina da scrivere           |                            |                                                                          |
| 621                | Veltro                         | 1930                       |                                                                          |
| 622                | Fluidum                        | 1951                       | Alessandro Butti                                                         |
| 623                |                                |                            |                                                                          |
| 624                | Cicogna                        |                            | Alessandro Butti                                                         |
| 625                | Rondine                        | 1948                       | Alessandro Butti                                                         |
| 626                | Cigno                          | 1954                       | Aldo Novarese                                                            |
| 627                | Slogan                         | 1957                       | Aldo Novarese                                                            |
| 628                | Elite                          | 1968                       | Aldo Novarese                                                            |
| 629                |                                |                            |                                                                          |
| 630                | Iniziali gotiche               |                            |                                                                          |
| 631                | Iniziali gotiche               |                            |                                                                          |
| 632                | Iniziali gotiche ornate        |                            |                                                                          |
| 633                | Iniziali gotiche del '400      |                            |                                                                          |
| 901                | Fregio                         |                            |                                                                          |
| 902                | Fregio                         |                            |                                                                          |
| 903                | Fregio                         |                            |                                                                          |
| 904                | Fregio impero                  |                            |                                                                          |
| 905                | Fregi G. B. Bodoni             |                            |                                                                          |
| 906                |                                |                            |                                                                          |
| 907                | Fregio                         |                            |                                                                          |
| 908                | Fregio                         |                            |                                                                          |
| 909                | Fregio gotico                  |                            |                                                                          |
| 910                | Fregio                         |                            |                                                                          |
| 911                | Fregio Pontebba                |                            |                                                                          |
| 912                | Fregio Dolomiti                |                            |                                                                          |
| 913                | Fregio                         |                            |                                                                          |
| 914                | Fregio                         |                            |                                                                          |
| 915                | Fregio                         |                            |                                                                          |
| 916                | Fregio littorio (poi Fregio)   |                            |                                                                          |
| 917                | Fregio littorio (poi Fregio)   |                            |                                                                          |
| 918                | Fregio littorio (poi Fregio)   |                            |                                                                          |
| 919                | Fregio littorio (poi Fregio)   |                            |                                                                          |
| 920                | Fregio                         |                            |                                                                          |
| 921                | Fregio                         |                            |                                                                          |
| 922                | Fregio                         |                            |                                                                          |
| 923                | Fregio                         |                            |                                                                          |
| 924                | Fregio                         |                            |                                                                          |
| 925                | Fregio                         |                            |                                                                          |
| 926                | Fregio                         |                            |                                                                          |
| 927                | Fregio                         |                            |                                                                          |
| 928                | Fregio                         |                            |                                                                          |
| 929                | Fregio                         |                            |                                                                          |